# Almighty DP 2
Almighty DP 2 — спільний мікстейп американського репера Chief Keef та продюсера DP Beats, виданий 11 вересня 2015 р. Пісня «Bouncin» потрапила до наступного релізу Кіфа Bang 3, Pt. 2 (2015), «Fair» і «Where» — до The Leek, Vol. 7 (2019), а «Bands» — до The Leek, Vol. 7 та Almighty DP (2015).  «Ain't Even Know» й «Bag» увійшли до The Leek, Vol. 8 (2019).
Отримав золотий статус на сайті DatPiff. Посів 16-ту сходинку рейтингу проєктів Кіфа за версією XXL (2020). На думку рецензента, попри деякі вдалі моменти, подача й флоу репера є занадто однотонними, а продакшн — трохи однобарвним, ніж в найкращих проєктах Кіфа.

## Список пісень
Усі треки спродюсував DP Beats.
| #   | Назва             | Тривалість |
| --- | ----------------- | ---------- |
| 1.  | «Ain't Even Know» | 3:20       |
| 2.  | «Bag»             | 3:20       |
| 3.  | «Bands»           | 3:15       |
| 4.  | «Bouncin»         | 3:16       |
| 5.  | «Fair»            | 3:14       |
| 6.  | «Fever»           | 2:52       |
| 7.  | «Flu»             | 3:06       |
| 8.  | «Shorties»        | 3:06       |
| 9.  | «Swerve»          | 3:12       |
| 10. | «TD»              | 3:19       |
| 11. | «Where»           | 3:33       |